# Darevskia saxicola
Darevskia saxicola е вид влечуго от семейство Същински гущери (Lacertidae). Видът не е застрашен от изчезване.

## Разпространение и местообитание
Разпространен е в Русия.
Обитава места със суха почва, планини, възвишения, склонове, долини, поляни, крайбрежия, плажове и плата.

## Описание
Популацията на вида е стабилна.